# Фредериксунд
Фредериксунд (дан. Frederikssund) је значајан град у Данској, у источном делу државе. Град је у оквиру покрајине Велики Копенхаген, где са околним насељима чини једну од општина, општину Фредериксунд.

## Природни услови
Фредериксунд се налази у источном делу Данске. Од главног града Копенхагена, град је удаљен 45 километара западно.
Град Фредериксунд се налази у северном делу данског острва Сјеланд, на месту где у острво дубоко залази Роскидски залив, део Северног мора (Категата). Градско подручје је равничарско. Надморска висина средишта града креће се од 0 до 25 метара.

## Историја
Подручје Фредериксунда било је насељено још у доба праисторије. Данашње насеље први пут се спомиње у средњем веку, али 1809. године је добило градска права.
И поред петогодишње окупације Данске (1940-45.) од стране Трећег рајха Фредериксунд и његово становништво нису много страдали.

## Становништво
Фредериксунд је 2010. године имао око 15 хиљада у градским границама. Општина Фредериксунд је тада имала приближно 44 хиљаде становника.

## Збирка слика
- Градска лука
- Градска кућа Фредериксунда
- Силеброен
- Музеј Вилумсен